# John Atyeo
Peter John Walter Atyeo (født 7. februar 1932, død 8. juni 1993) var en engelsk fodboldspiller (angriber).
Atyeo spillede hele 15 sæsoner hos Bristol City. Han spillede næsten 600 ligakampe for klubben og scorede mere end 300 mål. Han havde desuden et kortvarigt ophold hos Portsmouth.
Atyeo spillede desuden seks kampe og scorede fem mål for Englands landshold. Hans debuterede i en venskabskamp mod Spanien 30. november 1955, hvor han scorede det ene mål i den engelske sejr på 4-1.